# Rolf Jördens
Rolf Jördens (* 30. November 1946 in Celle) ist ein deutscher Agrarwissenschaftler.

## Werdegang
Jördens studierte Agrarwissenschaften an der Universität Hohenheim und wurde Mitglied des Corps Germania Hohenheim. 1976 wurde er in Hohenheim zum Dr. agr. promoviert. Ein Forschungsaufenthalt führte ihn zwei Jahre an das Institut National Agronomique in Paris. Er übernahm verschiedene Aufgaben im Bundesministerium für Ernährung, Landwirtschaft und Verbraucherschutz und von Mai 1976 bis Juli 1997 im Bundeskanzleramt.
Von Juli 1997 bis Juni 2000 war er Präsident des Bundessortenamtes in Hannover und von Juli 2000 bis Dezember 2010 stellvertretender Generalsekretär des Internationalen Verbandes zum Schutz von Pflanzenzüchtungen (UPOV).

## Ehrungen
- 2010: Bundesverdienstkreuz am Bande